# Майани, Лучано
Лучано Майани (итал. Luciano Maiani; род. 1941) — итальянский физик.

## Биография
Закончил Римский университет в 1964 году, работал в университетах Флоренции и Гарварда. С 1993 года — президент Национального института ядерной физики (Италия). Генеральный директор ЦЕРН в 1999—2003 гг.
Главный научный результат Майани — предсказание существования очарованных частиц и очарованного кварка на основе создания ГИМ-механизма сокращения расходимостей в диаграммах типа «квадратик» (c Ш. Глэшоу и И. Илиопулосом, 1970). Эти частицы были открыты в 1976 году и их свойства оказались близкими к предсказанным.
Известны также его работы по теории слабых взаимодействий элементарных частиц, объяснение аномалий в слабых нелептонных распадах, предсказание очень малого электрического дипольного момента нейтрона, партонная модель в описании слабых распадов тяжелых ароматов, сложные расчеты распадов частиц на основе решеточных моделей и др.
Член Итальянской Академии наук. Почётный доктор СПбГУ, иностранный член Российской академии наук (1999). Член Американского физического общества.

## Награды, премии
- Медаль Маттеуччи (1979)
- Премия Сакураи Американского физического общества (1987)
- Медаль Дирака Международного центра теоретической физики имени Абдуса Салама (2007)
- Премия в области физики частиц и физики высоких энергий (2011)
- Премия имени Бруно Понтекорво ОИЯИ (2013)